# Закон України «Про національні меншини (спільноти) України»
Закон України «Про національні меншини (спільноти) України» — Закон України, прийнятий з метою визначення особливостей суспільних відносин щодо забезпечення реалізації прав і свобод особами, які належать до національних меншин (спільнот) України.
Закон є одним з «євроінтеграційних» законопроєктів, прийняття яких сприяє виконанню рекомендацій Єврокомісії щодо подальшої перспективи членства України в Європейському Союзі.

## Зміст
Закон складається з 21 статті у п'яти розділах:
 Розділ I. Загальна частина
 Розділ II. Права, свободи та обов'язки осіб, які належать до національних меншин (спільнот)
 Розділ III. Державна політика у сфері національних меншин (спільнот)
 Розділ IV. Міжнародне співробітництво та закордонні зв'язки національних меншин (спільнот)
 Розділ V. Прикінцеві та перехідні положення.

## Новації
Законом закріплюється визначення «національні меншини (спільноти)»; права, свободи та обов'язки осіб, які належать до національних меншин (спільнот); особливості державної політики щодо реалізації прав та свобод осіб, які належать до національних меншин (спільнот), зокрема особливості фінансового забезпечення впровадження такої політики, повноваження центрального органу виконавчої влади, що реалізує державну політику в сфері захисту прав та свобод осіб, які належать до національних меншин (спільнот); можливість створення консультативно-дорадчих органів при державних органах виконавчої влади різних рівнів, щодо реалізації державної політики в сфері захисту прав та свобод осіб, які належать до національних меншин (спільнот); можливість створення центрів національностей в обласних центрах або визначених населених пунктах за рахунок державного та/або місцевого бюджетів, для функціонування громадських об'єднань національних меншин (спільнот) на безоплатній основі; міжнародне співробітництво та закордонні зв'язки національних меншин (спільнот).
Згідно з Законом, національна меншина (спільнота) України — це стала група громадян України, які не є етнічними українцями, традиційно проживають на території України в межах її міжнародно визнаних кордонів, об'єднані спільними етнічними, культурними, історичними, мовними та/або релігійними ознаками, усвідомлюють свою приналежність до неї, виявляють прагнення зберегти і розвивати свою мовну, культурну, релігійну самобутність.
Національні меншини (спільноти) є невід'ємними, інтегрованими та органічними частинами українського суспільства.

## Реакція за кордоном і подальше вдосконалення Закону
Румунія закликала українську сторону переглянути Закон про національні меншини. Міністерство закордонних справ цієї країни висловило жаль через те, що український парламент ухвалив Закон без додаткових консультацій із Венеціанською комісією, а також за відсутності належних консультацій з представниками румунської громади в Україні. Серед відзначених негативних моментів — нечітко врегульовані питання мови освіти та використання мов національних меншин в офіційно-діловій сфері, а також повноваження центрального органу виконавчої влади, який має реалізовувати відповідну політику, та консультативно-дорадчої ради при ньому.
За словами Президента Румунії Клауса Йоганніса, документ викликав занепокоєння та невдоволення з боку румунської влади та представників румунської громади в Україні.
Угорщина та Румунія направили спільне звернення до Венеціанської комісії щодо Закону. Член парламенту Угорщини зазначив, що Україна не консультувалася з представниками національних меншин щодо нової редакції закону і останні висловлюють своє невдоволення його змістом.
12 червня 2023 Венеціанська комісія оприлюднила критичний висновок щодо Закону. Серед іншого, ВК закликає поширити право на проведення заходів мовами меншини на всіх людей та вилучити зобов'язання забезпечувати їх український переклад «або принаймні переглянути його у світлі принципу пропорційності». Крім того, експерти вважають за потрібне переглянути зобов'язання, пов'язані з виданням книг мовами нацменшин і книгарнями. ВК також пропонує вчергове відкласти переведення системи освіти на українську мову та продовжити перехідний період.
8 листопада 2023 набрали чинності зміни до Закону, які дещо розширюють мовні права меншин.
10 грудня 2023 набрали чинності зміни до Закону, зумовлені висновком ВК. Вони вдосконалюють деякі положення з метою забезпечення балансу між належною реалізацією прав національних меншин (спільнот) та національними інтересами України і її громадян у сфері захисту державної мови, а також сприяють рекомендації Єврокомісії розпочати переговори про вступ України до ЄС.